# Велиев, Мамед Гусейнали оглы
 Мамед Гусейнали оглы Велиев  (азерб.  Məmməd Hüseynəli oğlu Vəliyev) — азербайджанский учёный, доктор химических наук, профессор.

## Биография
Мамед Велиев родился 15 июня 1943 года в Шарурском районе Нахичеванской АССР Азербайджанской ССР. Окончил Азербайджанский институт нефти и химии имени М. Азизбекова по специальности «технология основного органического и нефтехимического синтеза». Защитил докторскую диссертацию по специальности 02.00.03 — органическая химия. Более 20 лет проработал профессором Азербайджанской государственной нефтяной академии. В 1995 году М. Велиев избран членом Нью-Йоркской Академии Наук. В настоящее время работает в Институте полимерных материалов НАНА руководителем «лаборатории высоконепредельных соединений».

## Научная деятельность
Научными достижениями ученого являются:
- Разработка эффективных методов синтеза высоконепредельных функциональных соединений винилацетиленового, аллилацетиленового, алленового, 1,3- и 1,4-енинового рядов.
- Изучение закономерностей реакции диеновой конденсации с участием циклических диенов и неактивированных диенофилов и предложение механизма реакции.
- Сравнительное изучение действия дигалиодкарбенов, генерированных в условиях межфазного катализа, с соединениями 1,3- и 1,4-енинового ряда и выявление закономерностей реакции.
- Разработка методов синтеза кремний-, бор-, фосфор- и галогенорганических соединений в присутствии металлокомплексных катализаторов. Синтезированные соединения обладающие высокой биологической активности могут применяться в качестве эффективных пластификаторов, модификаторов и др.

М. Велиев — автор 450 опубликованных научных работ, 1 монографии, 74 авторских свидетельств и патентов.
Под его руководством защищено 1 докторская и 10 кандидатских диссертаций.

### Некоторые научные работы
- Дигалоидциклопропанирование 2-замещенных аллил-ацетиленов // Журнал органической химии. — 200. — Т. 36, вып. 7. — С. 993-997.
- Синтез и каталитическое гидросилилирование нена-сыщенных эфиров борной кислоты // Журнал общей химии. — 1998. — Т. 68, № 8. — С. 1295-1297.
- Исследование реакции гипогалогенирования функциональнозамещенных норборненов ацетиленового ряда // Журнал органической химии. — 2008. — Т. 44, вып. 9. — С. 1298-1307.
- Биодеградация бакинской нефти и углеводородов микромицетами // Нефтехимия. — 2008. — № 1. — С. 55-61.
- Исследование диеновой конденсации первичных винилацетиленовых и аллилацетиленовых спиртов и их эфиров с полихлорциклическими диенами // Журнал органической химии. — 2009. — Т. 45, вып. 5. — С. 668-677.
- Синтез и некоторые химические превращения ацетиленовых производных 1,4-диоксана // Химия гетероциклических соединений. — 2009. — № 10. — С. 1485-1493.
- New Dienophiles in the Diels-Alder reaction with active cyclic dienes (англ.) // Tetrahedron. — 1985. — Vol. 41, no. 4. — P. 74-81.
- Synthesis of bicyclo /2.2.2/ octanes having 2-alkynyl side chain (англ.) // Synthesis. — 1984. — No. 4. — P. 337-339.